# Moez Ben Cherifia
Moez Ben Cherifia (en árabe: معز بن شريفية‎; Túnez, 24 de junio de 1991) es un futbolista tunecino que juega en la demarcación de portero para el Olympique de Béjà del Championnat de Ligue Profesionelle 1.

## Selección nacional
Hizo su debut con la selección de fútbol de Túnez el 29 de febrero de 2012 en un encuentro amistoso contra Perú que finalizó con un resultado de empate a uno tras los goles de Wissem Ben Yahia para Túnez, y de Claudio Pizarro para Perú. Además ha disputado la Copa Africana de Naciones 2013, donde quedó eliminado en la fase de grupos.

## Clubes
| Club              | País  | Año       | Partidos | Goles |
| ----------------- | ----- | --------- | -------- | ----- |
| ES Tunis          | Túnez | 2009-2024 | 380      | 0     |
| Olympique de Béjà | Túnez | 2024-     |          |       |